# Cairnterriër
De cairnterriër is een hondenras.

## Geschiedenis
De cairnterriër komt oorspronkelijk uit Schotland en was daar vermoedelijk een van de eerste terriërs. Hij heeft zijn bijdrage geleverd aan de vorming van de Schotse terriër en de West Highland white terrier. Hij werd vroeger ook kortharige skyeterriër genoemd, maar in 1910 werd hij door de Kennel Club als zelfstandig ras erkend en kreeg hij de naam cairnterriër. Die naam heeft hij te danken aan de taak van zijn voorouders. Zij werden steenhopen ingestuurd, zogeheten "cairns", om op klein wild te jagen, zoals vossen, dassen, wezels en ratten.

## Uiterlijk
De oren van de cairnterriër zijn klein, spits en staand. Hij heeft een dubbele vacht, een dikke ruwe bovenvacht en een zachte ondervacht. De cairn komt niet in het wit voor. Hij bereikt een schofthoogte van 28 tot 31 centimeter en een (gemiddeld) gewicht van ongeveer 6 tot 7,5 kilogram. Ook hebben zij een sterke staart, omdat ze vroeger aan hun staartje uit de "cairns" werden getrokken.
Cairnterriërs kunnen 17 jaar en ouder worden.
Airedaleterriër ·
Amerikaanse staffordshireterriër ·
Australische silkyterriër ·
Australische terriër ·
Bedlingtonterriër ·
Borderterriër ·
Braziliaanse terriër ·
Bulterriër ·
Cairnterriër ·
Ceskyterriër ·
Dandie Dinmont-terriër ·
Duitse jachtterriër ·
Engelse toyterriër ·
Foxterriër ·
Glen of Imaalterriër ·
Ierse terriër ·
Irish soft-coated wheaten terrier ·
Jackrussellterriër ·
Japanse terriër ·
Kerry blue-terriër ·
Lakelandterriër ·
Manchesterterriër ·
Miniatuur Bulterriër ·
Norfolkterriër ·
Norwichterriër ·
Parson Russell-terriër ·
Schotse terriër ·
Sealyhamterriër ·
Skyeterriër ·
Staffordshire-bulterriër ·
Welsh terriër ·
West Highland white terrier ·
Yorkshireterriër